# Ничија лопта (амерички фудбал)
Слободна лопта или ничија лопта (енгл. Fumble) јесте један од начина да се изгуби лопта током игре у америчком фудбалу. Слободна лопта јек ада играч испусти лопту или му је неко избије из руке пре него што је оборен или додирне тло коленом. Приликом слободне лопте сваки од играча оба тима може доћи у њен посед.